# ウクライナ革命反乱軍
ウクライナ革命蜂起軍（ウクライナかくめいほうきぐん、ウクライナ語: Революційна повстанська армія України）は、ウクライナに存在したマフノ運動の軍事組織。黒軍、アナキスト軍とも。
ロシア革命中、アナキストのネストル・マフノに指導された農民たちで構成され、1918年から1921年にかけて南部の農村を中心に活動した。彼らは自由地区と呼ばれる解放区を打ち立て、ウクライナ人民共和国、ウクライナ国、オーストリア＝ハンガリー帝国、白軍さらには強権的な赤軍と対立したが、1921年に赤軍によって殲滅された。